# アゴストン・ハラジー
アゴストン・ハラジー（英語: Agoston Haraszthy, [ˈɑːɡəstən ˈhærəsti], 1812年8月30日 – 1869年7月6日）またはハラジー・アゴストン(ハンガリー語: Haraszthy Ágoston, [ˈhɒrɒsti ˈaːɡoʃton])は、ハンガリー・ペシュト出身、19世紀半ばにアメリカ合衆国に移住したワイン醸造家・実業家・著作家・政治家。ウィスコンシン州とカリフォルニア州におけるワイン生産の先駆者であり、「カリフォルニアワインの父」と呼ばれる。Haraszthyが姓、Ágoston/Agostonが名であり、ハンガリーでは「姓・名」の順でHaraszthy Ágostonと表記されるが、活動したアメリカでは「名・姓」の順でAgoston Haraszthyと表記される。
アメリカ合衆国に定住した最初期のハンガリー人である。また、ハンガリー語でアメリカ合衆国に関する書籍を著した2番目のハンガリー人である。ウィスコンシン州では州最古の村の設立者として知られている。ミシシッピ川上流部で商用蒸気船を初めて運航した人物である。サンディエゴではサンディエゴ初の警察署長や郡初の保安官として知られている。カリフォルニアのワイン産業の初期の発展への功績を称えられ、2007年3月にはアメリカ食科学研究所によって「ワイン醸造業者の殿堂」入りした。子孫であるバジェホ・ハラジーが栄誉を代わりに受け取った。

## 経歴

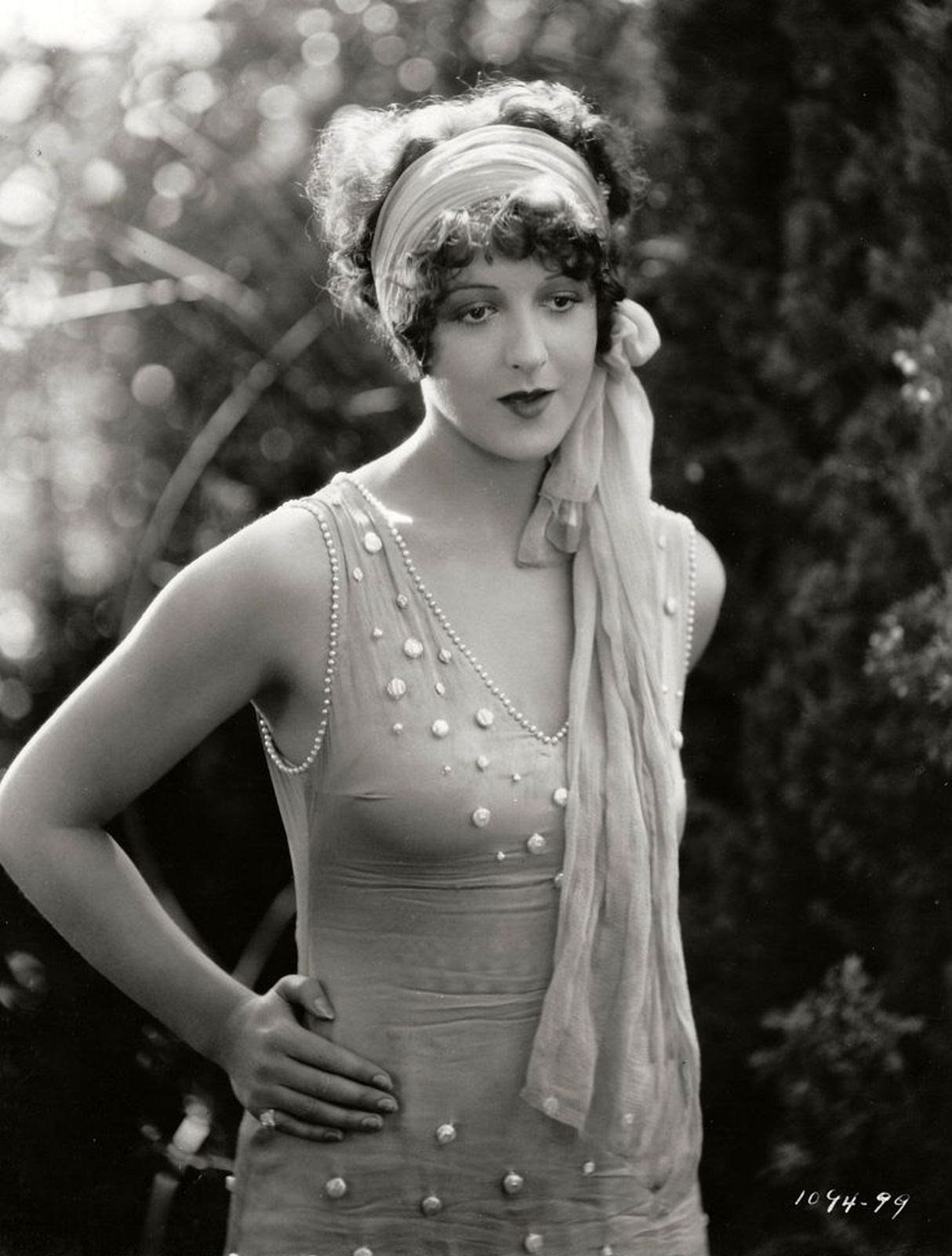
ハラジーの孫である女優のナタリー・キングストン(1905-1991)

1812年にハンガリーのペシュトにある貴族の家系に生まれた。一人息子だった。ハラジー家は北ハンガリーのUng郡、スロバキア、ウクライナにルーツを持つハンガリー貴族である。ハラジーは1833年にBács郡出身のEleonora Dedinszkyと結婚。Dedinszky家はポーランドのルーツを持つ貴族であり、義父のFerenc Dedinszkyは所有する土地でブドウ栽培やワイン生産を行っていた。ハラジーとEleonoraは6人の子を儲けた。
1840年3月にハンガリーを去り、オーストリア、ドイツ、イングランドを通って大西洋を渡った。アメリカ合衆国のニューヨークに到着すると、五大湖近くのウィスコンシンに定住した。1842年にはハンガリーに一時帰国し、1844年にはペシュトで『北米の旅』という2巻の書籍を出版。1850年には第2版が出版された。この書籍はハンガリーで出版されたアメリカ合衆国に関する2冊目の書籍だった。
1848年にアメリカ合衆国西海岸のカリフォルニアがゴールドラッシュで沸くと、1849年3月にはハラジー一家もウィスコンシンを離れてカリフォルニアに向かった。サンディエゴでは金を掘るのではなくブドウ畑を切り開き、サンディエゴ郡の保安官やサンディエゴ町の警察署長を務めた。サンディエゴ刑務所やカリフォルニア州立病院を建設するなどし、1851年9月にはカリフォルニア州議会議員に選出された。
1852年にはカリフォルニア北部のサンフランシスコに近い土地を購入してブドウ栽培の実験を行った。1854年4月にアメリカ合衆国造幣局サンフランシスコ分局が設置されると、ハラジーはアメリカ合衆国初の検査官となった。1856年にはソノマ郡でブドウ畑を購入し、1857年にはブエナ・ビスタ・ワイナリーを建設。1858年には19ページの「カリフォルニアのブドウとワインに関する報告」を作成。この報告書はカリフォルニアで書かれ出版されたワイン生産に関する初の論文とされている。
1861年にはカリフォルニア知事ジョン・ダウニーによって任命され、ヨーロッパに赴いて350品種・10万本のブドウの挿し木をカリフォルニアに持ち帰った。1862年4月23日にはカリフォルニア州立農業教会の会長に就任。1863年にはカリフォルニア初の大企業であるブエナ・ビスタぶどう栽培組合を設立。投資家の援助を得てブドウ畑を拡大した。1864年の「ハーパーズ・マガジン」誌の記事はブエナ・ビスタぶどう栽培組合が「世界最大の組織」であるとしている。
ソノマ郡ではメキシコ領カリフォルニアの司令官でソノマ郡の創設者であるマリアーノ・グアドルーペ・バジェホと親交を深め、ハラジーの2人の息子は、バジェホの2人の娘とそれぞれ結婚した。なお、女優のナタリー・キングストンはハラジーの孫である。
1868年にはカリフォルニアを離れて中米のニカラグアに旅立った。コリント港の近くに巨大なプランテーションを開発し、生産したラム酒をアメリカ合衆国で販売する計画を立てたが、1869年7月6日にニカラグアの河川で消息を絶ち、遺体は発見されなかった。

## 文献

### 関連文献
- McGinty, Brian (1998). Strong Wine: The Life and Legend of Agoston Haraszthy. Stanford University Press. ISBN 978-0-8047-3145-4

### その他の文献
- Balzer, Robert Lawrence. Wines of California. New York: Harry N. Abrams, 1978. ISBN 978-0-8109-0750-8
- Beard, James A. “Shopping for California Wines,” House and Garden, August 1956.
- Carosso, Vincent P. The California Wine Industry. Berkeley: University of California Press, 1951, 408.
- Darlington, David. Angel’s Visits: An Inquiry into the Mystery of Zinfandel. New York, Henry Holt, 1991.
- Feleky, Charles.  “Agoston Haraszthy de Mokcsa,” in Allen Johnson and Dumas Malone (eds.) Dictionary of American Biography, Vol. 4. New York: Charles Scribner’s Sons, 1931, 236-237.
- Haraszthy, Agoston. Grape Culture, Wines, and Wine-Making, with Notes Upon Agriculture and Horticulture. New York: Harper & Brothers, 1862.
- Haraszthy, Agoston. “Report on Grapes and Wine of California.” In Transactions of the California State Agricultural Society During the Year 1858. Sacramento: John O’Meara, State Printer, 1859, pp. 311–329.
- “The Haraszthy Family,” manuscript, Bancroft Library, University of California, Berkeley.
- Hutchinson, John N. “The Astonishing Hungarian.” Wine and Food [London], No. 137 (Spring 1968).
- Johnson, Hugh. Vintage: The Story of Wine. New York: Simon and Schuster, 1989.
- Jones, Idwal. Vines in the Sun. New York: William Morrow, 1949.
- McGinty, Brian. Haraszthy at the Mint. Los Angeles: Dawson’s Book Shop, 1975.
- Mokcsai Haraszthy Ágoston, Utazas Éjszakamerikában. Pest [Hungary]: Heckenast Gusztáv, 1844. 2 vols.
- Parish of Futtak. Marriage Register, January 6, 1833.
- Penhinou, Ernest P., and Sidney S. Greenleaf. A Dictionary of Wine Growers and Wine Makers in 1860. Berkeley: Tamalapais Press, 1967.
- Pinney, Thomas. A History of Wine in America. Berkeley: University of California Press, 1989.
- Sullivan, Charles L. “A Man Named Agoston Haraszthy.” Parts 1-3. Vintage Magazine, February–April, 1980.
- Sullivan, Charles L. A Companion to California Wine. Berkeley and Los Angeles: University of California Press, 1998.
- Sullivan, Charles L. Zinfandel: A History of a Grape and Its Wine. Berkeley and Los Angeles: University of California Press, 2003.
- St. Francis Solano Church, Sonoma, California. Register of Marriages.
- Wait, Frona Eunice. Wines and Vines of California. San Francisco: Bancroft Company, 1889.
- ”Wine-Making in California,” Harper’s New Monthly Magazine 29 (1864).